# 新生醫護管理專科學校
新生醫護管理專科學校（英語：Hsin Sheng Junior College of Medical Care and Management），簡稱新生醫專或HSC，是一所位於中華民國桃園市的私立專科學校，為目前台灣專科學校當中，護理、幼保、視光科系規模最大的學校。學校的學制主要為國中生畢業報考之五年制專科，另有二年制專科在職專班，提供社會在職人士進修。

## 沿革
- 1971年，私立新生高級醫事職業學校於臺灣省桃園縣平鎮市[1],山仔頂創校，設醫事檢驗、護理助產兩科。
- 1987年，停招醫事檢驗科。
- 1989年，增設護理、幼兒保育及美容造型等三科。
- 2005年8月1日，改制為新生醫護管理專科學校。
- 2007年，增設行銷與流通管理科。
- 2008年，位於桃園市龍潭區高平里的新校區落成，全校遷移至新校區。增設國際商務科。
- 2009年，增設應用外語科及服務業經營科。
- 2010年，增設應用日語科，原「應用外語科」改為「應用英語科」。
- 2011年，增設長期照護科。

## 歷任校長
| 任別 | 姓名   | 任期          |
| ---- | ------ | ------------- |
| 1    | 何鎮歐 | 1971年~1976年 |
| 2    | 朱正吉 | 1977年~1984年 |
| 3    | 林南榮 | 1985年~1988年 |
| 4    | 楊敏盛 | 1988年~1990年 |
| 5    | 陳彩碧 | 1990年~1992年 |
| 6    | 林南榮 | 1992年~1998年 |
| 7    | 劉裕元 | 1998年~2003年 |
| 8    | 孫國順 | 2003年~2004年 |

| 任別 | 姓名   | 任期          |
| ---- | ------ | ------------- |
| 1    | 王臺慶 | 2005年~2006年 |
| 2    | 陳清輝 | 2007年~2015年 |
| 3    | 許秀月 | 2005年~2019年 |
| 4    | 駱俊宏 | 2019年~至今   |

## 教學單位
| 教學單位 | 護理科 （页面存档备份，存于）       | 幼兒保育科 （页面存档备份，存于）     |
| 教學單位 | 美容造型科 （页面存档备份，存于）   | 行銷與流通科 （页面存档备份，存于）   |
| 教學單位 | 國際商務科 （页面存档备份，存于）   | 健康休閒管理科 （页面存档备份，存于） |
| 教學單位 | 應用英語科 （页面存档备份，存于）   | 應用日語科 （页面存档备份，存于）     |
| 教學單位 | 長期照護科 （页面存档备份，存于）   | 視光學科 （页面存档备份，存于）       |
| 教學單位 | 口腔衛生學科 （页面存档备份，存于） | 醫藥保健商務科 （页面存档备份，存于） |

## 學生社團
| - 自治性社團 - 學生行政中心 - 學生議會 - 學生評議委員會 - 畢聯會 - 護理科科學會 - 幼保科科學會 - 美容科科學會 - 視光學科科學會 - 應用英語科科學會 - 口腔衛生科科學會 - 健康休閒管理科科學會 - 醫藥保健商務科科學會 - 長期照護科科學會 | - 服務性社團 - 親善社 - 性平健康促進社 - 性平關懷社 - 衛生保健志工服務社 - 春暉仁愛社 - 圖書志工社 - 校園安全志工社 - 健康促進服務社 - 飛躍新心社 - 心泉社 - 慈青社 - 童軍社 - 特勤社 - 窩新社 - 慈青社 - 葡萄園社 - 瘋炎康輔社 - 運動服務志工社 | - 藝術性社團 - 園藝社 - 巧手社 - 角色扮演社 - 卡拉OK社 - 國樂社 - 中國結社 - 美甲彩繪社 - 棋藝社 - 鋼琴社 - 魔術社 - 熱門音樂社 - 吉他社 - 西洋電影欣賞社 - 電影欣賞社 - 瑜珈社 - 達斯督努瑪‧團-原聲社 - 阿卡貝拉社 - 冠頭之動漫社 | - 體育性社團 - 競技啦啦隊(有校代表隊) - 田徑社(有校代表隊) - 羽球社(有校代表隊) - 籃球社 - 划船社 - 熱舞社 - 排球社 - 桌球社 - 網球社 - 撞球社 - 自行車社 - 有氧舞蹈社 - 韓舞研究社(韓舞社) - 達斯督努瑪‧團-舞蹈社(原舞社) | - 學藝性社團 - 達斯督努瑪.團-手工藝社 - 手語社 - 漫研社 - 日語社 - 韓語社 - 黑客社 - 大易神算社 - 網路應用社 - 中英打社 - 異國旅行社 - 讀書會社 - 生命教育電影賞析社 - 星火大傳-微電影社 - 電腦應用社 - 造型氣球社 - 燈光音響社 - 桌遊社 |

## 姊妹校
日本：
- 帝京大學

## 著名校友
- 黃瀞怡(高職部最後一屆肄業)：藝名小薰，黑Girl其中一員。
- 周宇柔(五專幼兒保育科畢業)：藝人、演員，2013年統一星鮮人獲選者。

## 歷年日間部師生比及新生註冊率
- 110學年度日間部學生人數5985，專任老師人數208，日間部師生比28.77（學生數/老師數）。

- 112學年度新生註冊率100.00%。
- 113學年度新生註冊率95.68%。

## 外部連結
- 新生醫護管理專科學校 （页面存档备份，存于）